# Monroe megye (Kentucky)
Monroe megye az Amerikai Egyesült Államokban, azon belül Kentucky államban található. Megyeszékhelye és legnagyobb városa Tompkinsville. Lakosainak száma 11 338 fő (2020. április 1.). Monroe megye Clay, Barren, Metcalfe, Cumberland, Macon és Allen megyékkel határos.

## Népesség
A megye népességének változása:
| Lakosok száma | 10 978 | 10 899 | 10 841 | 10 681 | 10 667 | 11 338 |
|               | 2010   | 2011   | 2012   | 2013   | 2015   | 2020   |